# Карпуниха (Уренский район)
Карпуниха — село, административный центр Карпунихинского сельсовета в Уренском районе Нижегородской области.

## География
Находится на расстоянии примерно 20 километров по прямой на север от районного центра города Урень.

## История
Основано в XVIII веке, в 1779 владение поручиков Салтыковых. С 1862 года село.  В 1870 году 45 дворов и 435 жителей. В советское время работали колхозы «Луч свободы» и «Рассвет». До 1935 года входило в Ветлужский район. В 1956 году учтено 560 жителей, в 1978 году 190 хозяйств и 490 жителей, в 1994 199 и 527 соответственно.

## Население
Постоянное население  составляло 514 человек (русские 100%) в 2002 году, 487 в 2010 .